# Fort du Bourcet
Le fort du Bourcet est une fortification faisant partie de la place forte de Grenoble, situé au sud-est de la commune de Corenc, s'étalant depuis 415 m d'altitude pour les Batteries Basses jusqu'à 478 m pour les parties hautes. Il est l'un des sept forts constituant la ceinture fortifiée de Grenoble.

## Histoire
Le fort du Bourcet a été construit entre avril 1875 et 1879. 
Par le décret du 21 janvier 1887, le ministre de la Guerre Georges Boulanger renomme tous les forts, batteries et casernes avec les noms d'anciens chefs militaires. Pour le fort des Quatre Seigneurs, son « nom Boulanger » est en référence au lieutenant-général Pierre Joseph de Bourcet né à Usseaux (Italie) en 1700 et mort en 1780. Il fut lieutenant-général des armées du roi. En 1756, il se bat en Allemagne, où il commande l'artillerie et le génie. Il était réputé être un spécialiste de la guerre en montagne. En 1759, on le trouve commissaire principal pour la limite des frontières de Dauphiné, de Provence et de Bourgogne. En 1762, on le nomme commandant en second du Dauphiné. En 1767, il élabore un projet pour la nouvelle ville de Versoix, véritable forteresse bastionnée dont le plan relief est exposé aux salines d'Arc-et-Senans. Dès le 13 octobre 1887, le successeur de Boulanger au ministère, Théophile Ferron, abroge le décret. Le fort reprend officiellement son nom précédent.
Aujourd'hui, c'est une propriété privée et habitée.

## Description

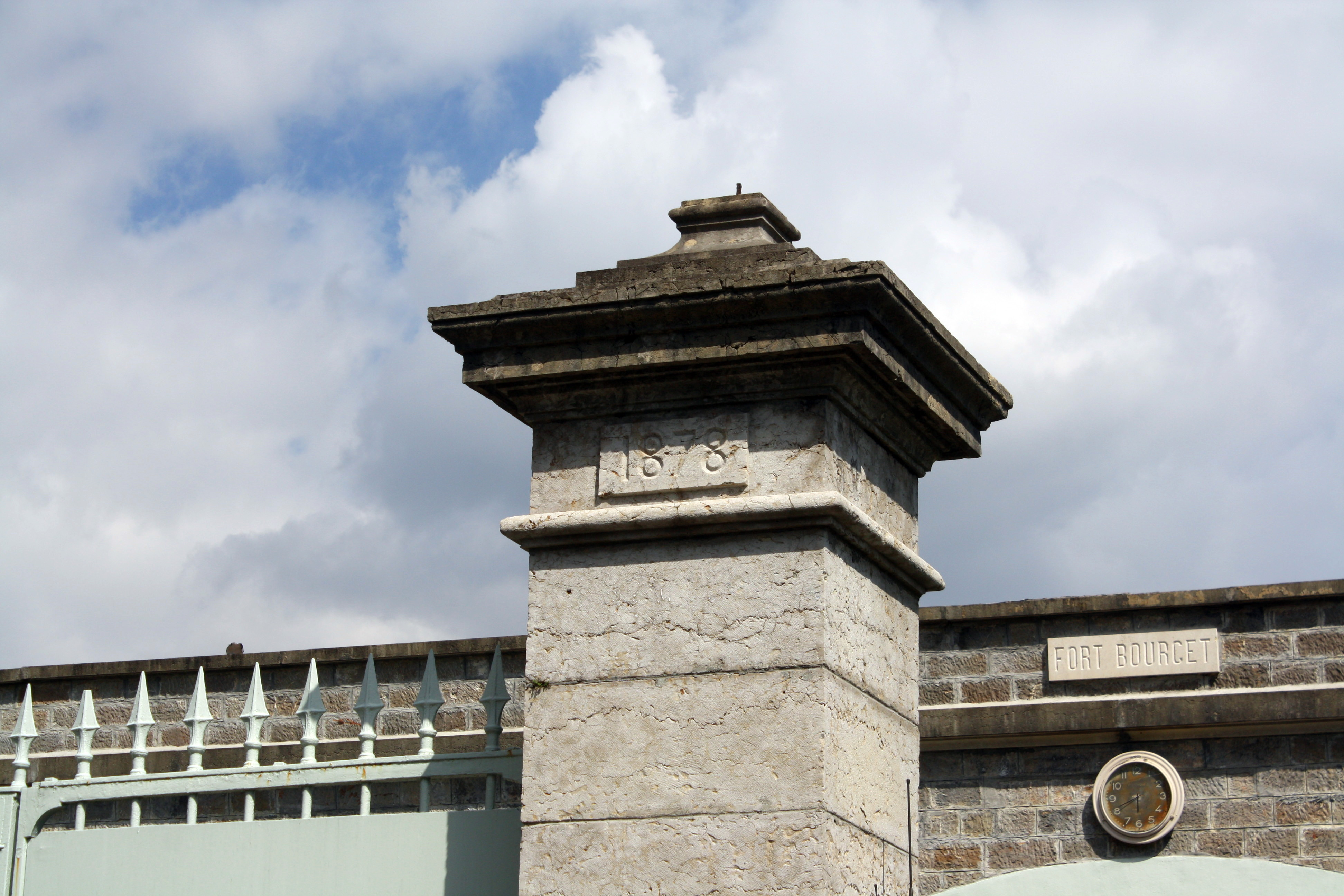
Date de construction sur le pilastre du fort.

Ce fort devait empêcher les soldats ennemis d'atteindre Grenoble. Pour mieux protéger la Vallée du Grésivaudan, le fort croisait ses feux avec le fort du Mûrier. Ce dernier est situé de l'autre côté de la vallée de l'Isère, sur le terrain de la commune de Gières. Les travaux furent supervisés par le colonel Cosseron de Villenoisy qui commente leur mission : « Par leur feux croisés, maîtriser d'une manière absolue la vallée du Grésivaudan... ». Le fort du Bourcet est dominé par le fort du Saint-Eynard construit sur la commune du Sappey-en-Chartreuse. Ce dernier protégeait le massif de la Chartreuse, mais il pouvait également secourir le fort du Bourcet grâce à des tirs plongeants. L'inverse était impossible du fait du dénivelé trop important.
C'est un fort de première génération. Petit fort au profil singulier, il avait la fonction de fort de surveillance, pour 322 hommes et 20 pièces, dont aucune pour le flanquement. Le casernement, un bâtiment en T ayant en son centre trois travées pour autant de chambrées, possède dans son aile droite deux magasins contigus, un avec une voûte en arc segmentaire (magasin aux munitions confectionnées et pour 816 480 cartouches) et un second, plus long, avec une voûte en plein cintre. Ce dernier servait au stockage de 115 600 kg de poudre noire, ce qui est énorme pour seize pièces de rempart et quatre mortiers. Sous le casernement, un sous-sol abritait plusieurs magasins divers. Sur la droite des magasins à poudre, on distingue trois plates-formes d'artillerie devant lesquelles se trouve une petite bonnette d'infanterie, plates-formes suivies d'un chemin couvert joignant la batterie annexe. Cette batterie annexe aligne trois plates-formes double séparées par deux traverses. L'armement de cette batterie, 6 canons, est comptabilisé dans les 20 pièces annoncées en tête d'article. En avant du casernement, on trouve deux autres plates-formes d'artillerie. La fiche technique du génie est intitulée "fort de Bourcet", il semble donc que la désignation avec l'article contracté "du" soit une modification plus tardive. Cette même fiche fait la distinction entre le fort et la batterie. Le fort n'avait pas de four à pain. Il surveillait l'amont du Grésivaudam. Le casernement est une propriété privée bien restaurée, mais des plates-formes de tir sur la droite, batterie comprise, plus qu'une masse de verdure.

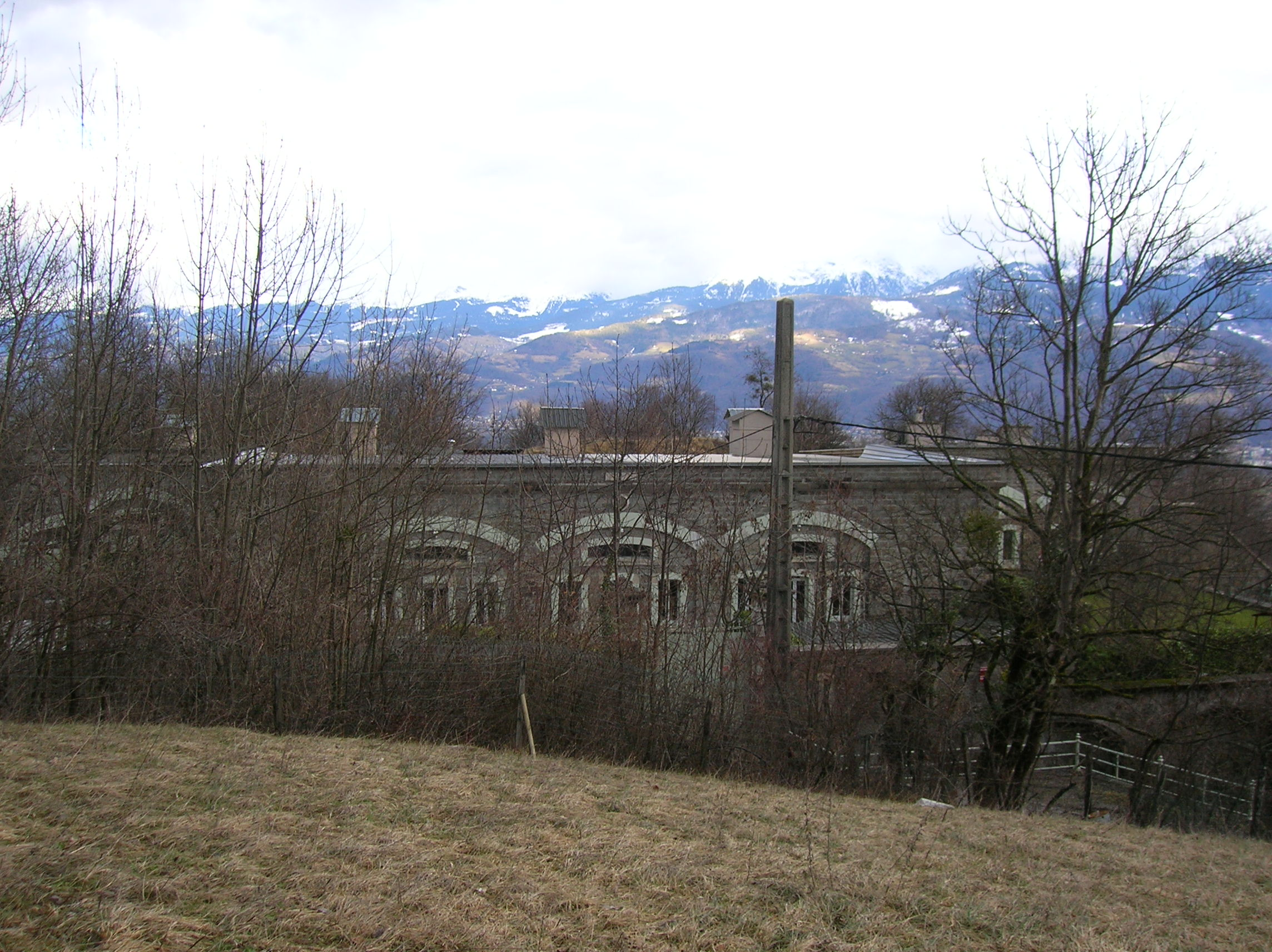
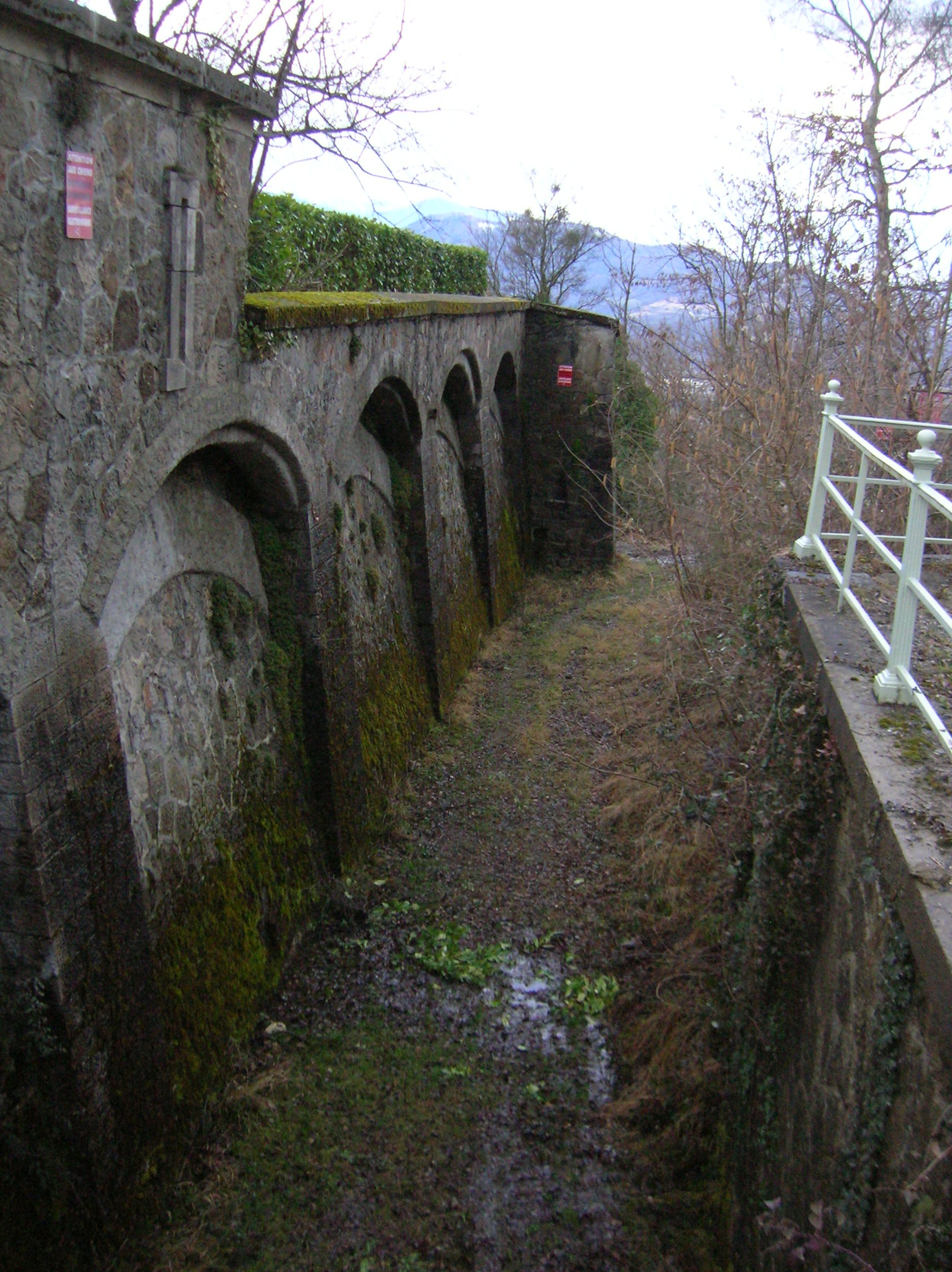
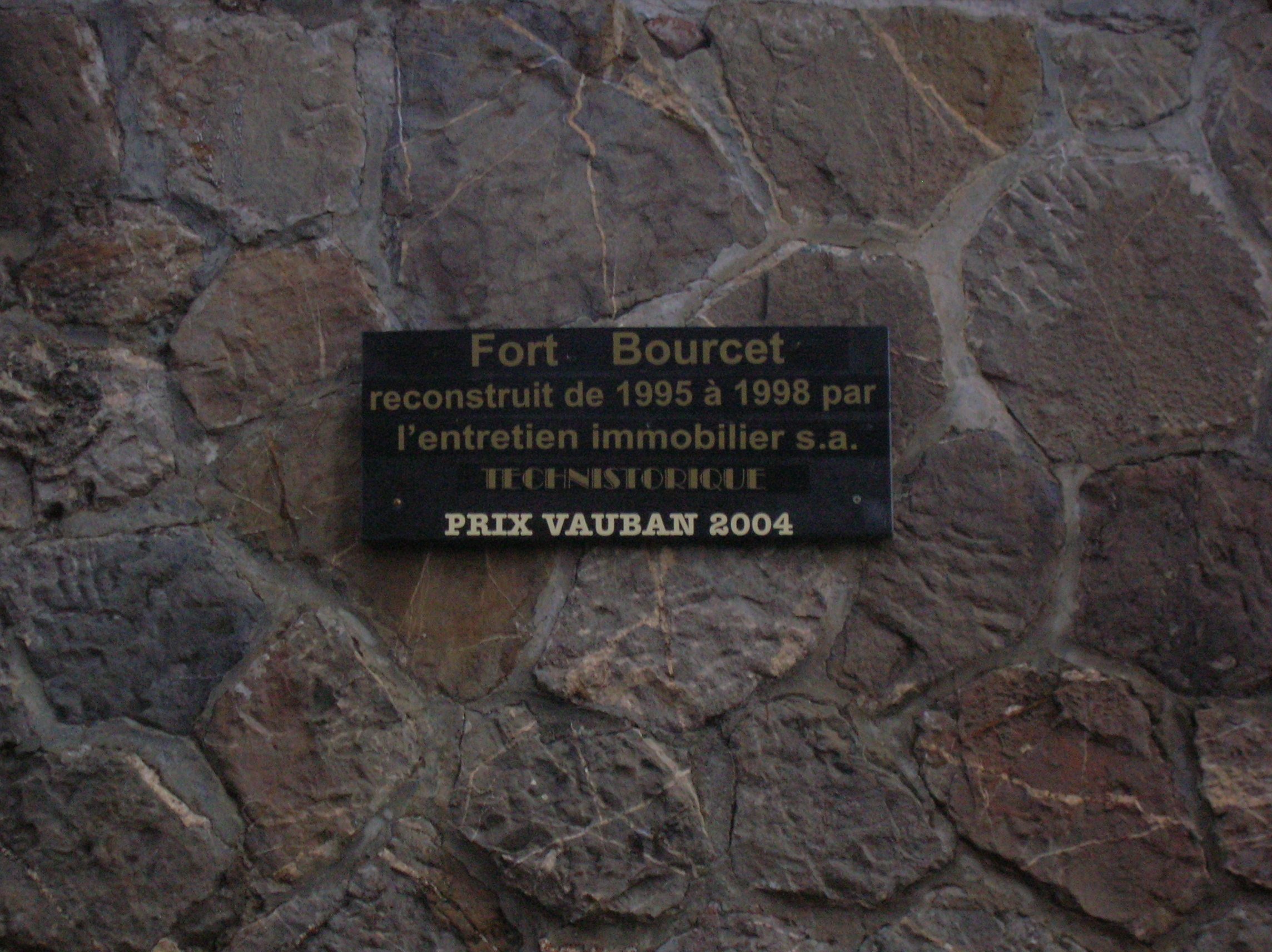
L'entrée.